# Сармизегетуза

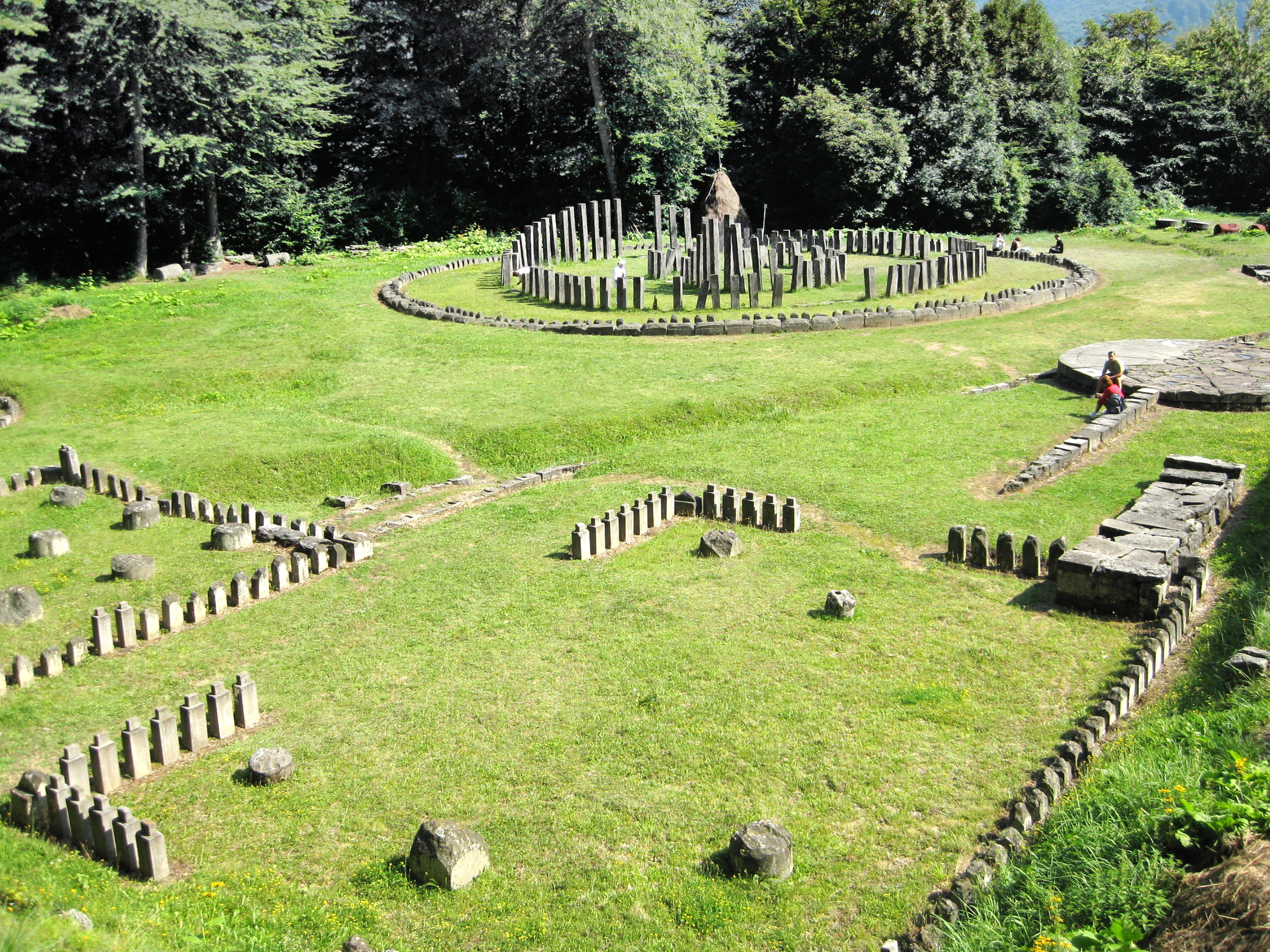
Вид на реконструкцию храмов

Сармизегетуза (лат. Sarmisegetuza Regia, Sarmisegetusa, Sarmisegethusa, Sarmisegethuza, др.-греч. Ζαρμιζεγεθούσα, Zarmizegethoúsa или Ζερμιζεγεθούση, Zermizegethoúsē, рум. Sarmizegetusa Regia (произношение: Сармизеджетуза)) — главный военный, религиозный и политический центр независимой доримской Дакии, резиденция дакийских царей, в том числе последнего, Децебала. Одна из шести крепостей оборонительной системы Децебала. 
Разрушена римскими войсками в ходе дакийских войн. Решающей стала битва при Сармизегетузе в 106 году. После разгрома даков римскими войсками императора Траяна в 101—106 годах н. э. в 50 километрах от дакийской резиденции была возведена Ульпия Траяна — столица римской провинции Дакия, существовавшей в 106—271 годах нашей эры.
В 1999 году крепость включена в список Всемирного наследия ЮНЕСКО в составе объекта Крепости даков в горах Орэштие.
Назван в честь мира между сарматами и гетами.

## Географическое положение
Находилась в горах Орэштие на юго-западе Трансильвании, на холме Грэдиштя-Мунчелулуй (Румыния).
Расположенная на высоте 1200 метров над уровнем моря, Сармизегетуза была стратегическим центром оборонительного комплекса в Орештских горах, состоящего из шести крепостей.
Крепость четырёхугольной формы из массивных каменных блоков (murus dacicus) была построена на пяти террасах и занимала площадь около 30000 м². Сармизегетуза имела также религиозное значение — в ней находились важные дакийские святилища.
Вокруг крепости на искусственных террасах были основаны поселения. Археологические находки в тех местах демонстрируют высокий уровень жизни дакийского общества: в дома знати был проведён водопровод из керамических труб.

## Видеоматериалы
Видеоролик с компьютерной реконструкцией Большого Круглого Храма